# Lorenzo Zanetti
Lorenzo Zanetti (Brescia, 1987. augusztus 10. –) olasz motorversenyző, jelenleg a MotoGP 125 köbcentiméteres géposztályában versenyez.
2004-ben megnyerte a Trofeo Honda 125GP-t.

## Statisztika
| Szezon   | Géposztály | Motor         | Verseny | Győzelem | Dobogó | Pole | Lkör | Pont | Poz. | VB |
| -------- | ---------- | ------------- | ------- | -------- | ------ | ---- | ---- | ---- | ---- | -- |
| 2004     | 125 cm³    | Honda Aprilia | 8       | 0        | 0      | 0    | 0    | 0    | -    | -  |
| 2005     | 125 cm³    | Aprilia       | 14      | 0        | 0      | 0    | 0    | 30   | 17.  | -  |
| 2006     | 125 cm³    | Aprilia       | 16      | 0        | 0      | 0    | 0    | 19   | 21.  | -  |
| 2007     | 125 cm³    | Aprilia       | 17      | 0        | 0      | 0    | 0    | 30   | 19.  | -  |
| 2008     | 125 cm³    | KTM           | 17      | 0        | 0      | 0    | 0    | 22   | 22.  |    |
| 2009     | 125 cm³    | Aprilia       | 1       | 0        | 0      | 0    | 0    | 0*   | 19.* | -  |
| Összesen |            |               | 73      | 0        | 0      | 0    | 0    | 101  |      | 0  |